# Васягін Григорій Васильович
Григорій Васильович Вася́гін (1 серпня 1928, Малаєвка — 29 грудня 2005, Чернівці) — український живописець; член Спілки радянських художників України з 1961 року.

## Біографія
Народився 1 серпня 1928 року в селі Малаєвці (нині Камсько-Устьїнський район Татарстану, Росія). Протягом 1943—1948 роках навчався у Казанському художньому училищі; у 1948—1954 роках — на живописному факультеті Харківського художнього інституту, був учнем Єфрема Світличного, Сергія Солодовика, Сергія Бесєдіна, Йосипа Карася, Григорія Томенка. Дипломна робота — картина «Осінь на Волзі».
З 1954 року — у Чернівцях, де мешкав у будинку на проспекті Незалежності, № 50, квартира № 57. Помер у Чернівцях 29 грудня 2005 року.

## Творчість
Працював у галузі станкового живопису, створював портрети, пейзажі, тематичні композиції. Серед робіт:
- «Весна в горах» (1957);
- «Портрет пташника Найди» (1959);
- «Дорога в Карпатах» (1960);
- «Колгоспні ферми» (1961);
- «Жіночий портрет» (1963);
- «Думи мої, думи» (1964);
- «Перевал Немчеч» (1967);
- «Весна» (1970, Хмельницький обласний художній музей)[3];
- «У променях сонця» (1997).

Брав участь у республіканських виставках з 1957 року. Персональна виставка відбулася у Чернівцях у 2003 році.
Крім згаданого музею, роботи художника зберігаються у Чернівецькому художньому музеї, музеях Харкова, Києва.